# Emil von Frankenberg und Ludwigsdorf
Emil Otto Wilhelm Ludwig von Frankenberg und Ludwigsdorf (* 7. Oktober 1813 in Breslau; † 31. August 1900 in Nieder-Schüttlau) war ein preußischer Generalmajor.

## Leben

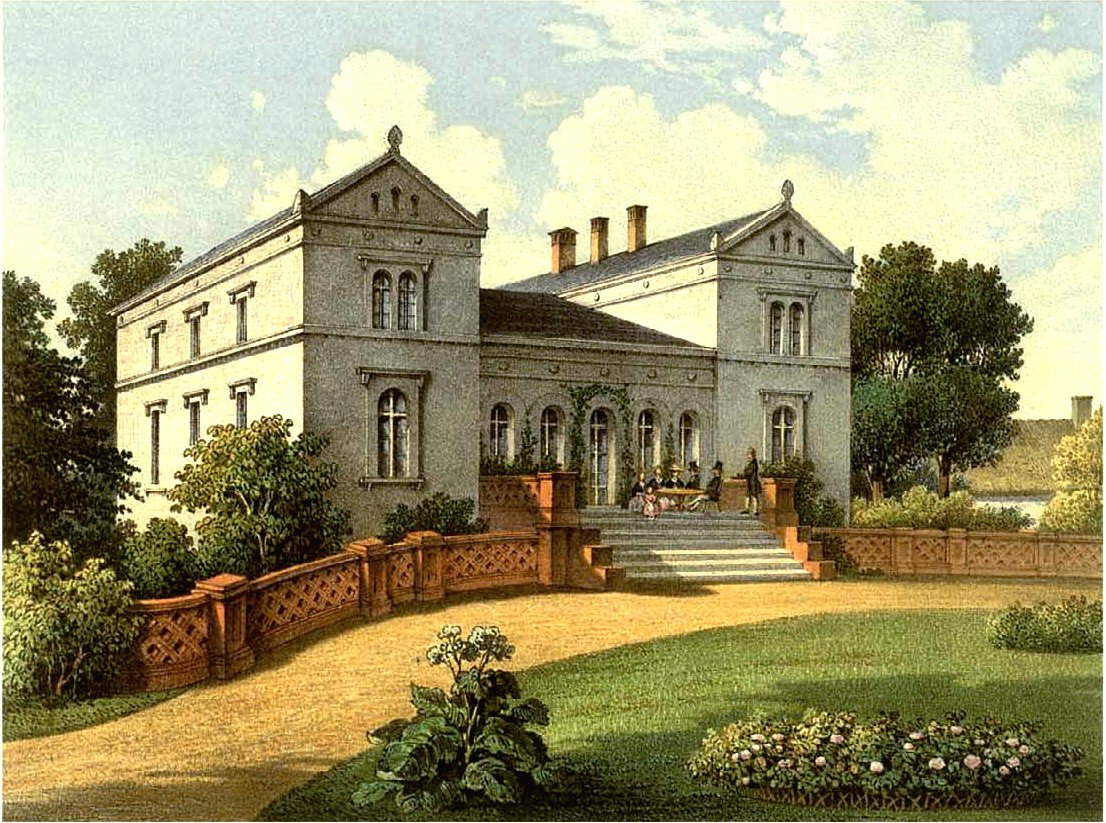
Rittergut Nieder-Schüttlau um 1860, Sammlung Alexander Duncker

### Herkunft
Emil entstammt dem schlesischen Uradelsgeschlecht Frankenberg. Er war der Sohn des Majors a. D. Karl Wilhelm Alexander von Frankenberg und Ludwigsdorf (* 8. Mai 1767; † 22. Juni 1852 in Breslau) und dessen Ehefrau Luise Antonie Charlotte, geborene von Köckritz (* 15. Mai 1786 in Breslau; † 7. Februar 1816 ebenda).

### Militärkarriere
Frankenberg trat am 26. Juni 1830 als Kürassier in das 1. Kürassierregiment der Preußischen Armee ein. Hier wurde er am 16. März 1831 Portepeefähnrich sowie mit Belobigung am 17. Juli 1831 zum Sekondeleutnant befördert. Frankenberg wurde dann zur weiteren Ausbildung von 1834 bis 1837 zur Allgemeinen Kriegsschule kommandiert. In den kommenden Jahren sollten weitere Kommandierungen zunächst von 1839 bis 1840 zur Lehr-Eskadron sowie von 1841 bis 1844 zum Topographischen Büro folgen. Am 23. Dezember 1846 wurde Frankenberg als Adjutant zur 9. Kavallerie-Brigade versetzt und hier ein halbes Jahr später mit Patent vom 27. März 1847 zum Premierleutnant befördert. Nach seiner Beförderung zum Rittmeister war er vom 14. Oktober 1851 bis 17. Juni 1853 Adjutant der 2. Division in Danzig, wurde anschließend in sein Stammregiment versetzt sowie als Adjutant und stellvertretender Generalstabsoffizier zur 6. Division kommandiert. Die gleiche Stellung hatte Frankenberg dann vom 5. Mai 1855 bis 25. Juni 1856 beim Kommando der Gardekavallerie inne. Am 26. Juni 1856 wurde Frankenberg Major und zum Eskadronchef im 2. Ulanenregiment ernannt. Vom 12. Januar 1858 bis 13. Juni 1859 fungierte er als etatmäßiger Stabsoffizier im 4. Kürassierregiment und wurde anschließend Kommandeur des 4. schweren Landwehr-Reiterregiments. Am 12. Mai 1860 beauftragte man Frankenberg mit der Führung des 2. kombinierten Ulanenregiments und am 1. Juli 1860 wurde er schließlich Kommandeur des Ulanen-Regiments Nr. 10. Als solcher erhielt er am 18. Oktober 1861 seine Beförderung zum Oberstleutnant sowie am 17. März 1863 zum Oberst.
Frankenberg wurde am 12. Mai 1866 Kommandeur der 5. Landwehr-Kavallerie-Brigade, die aus dem 2. Landwehr-Husarenregiment sowie dem 1. Landwehr-Ulanenregiment gebildet war. Mit seinem Verband beteiligte er sich im Deutschen Krieg 1866 bei der 2. Armee an der Schlacht bei Königgrätz sowie dem Gefecht bei Tobitschau. Nach Kriegsende wurde Frankenberg am 17. September 1867 zum Kommandeur der 1. Kavallerie-Brigade ernannt sowie drei Tage später zum Generalmajor befördert. Als solcher war Frankenberg dann ab 18. Mai 1867 Kommandant von Frankfurt am Main.
Am 13. Juni 1869 wurde Frankenberg mit Pension zur Disposition gestellt. In Würdigung seiner langjährigen Verdienste verlieh ihm König Wilhelm I. am 22. Juli 1869 den Roten Adlerorden II. Klasse mit Eichenlaub und Schwertern am Ringe. Frankenberg war außerdem Rechtsritter des Johanniterordens und Komtur des Turm- und Schwertordens sowie Ritter II. Klasse des Sankt Annen-Ordens.
1850 war er Mitglied des Volkshauses des Erfurter Unionsparlaments.

### Familie
Verheiratet war Frankenberg seit 16. Oktober 1848 mit Leopoldine Deodate Hedwig von Frankenberg und Ludwigsdorf (* 17. Juli 1825 in Glogau; † 24. März 1902 in Nieder-Schüttlau). Aus der Ehe gingen mehrere Kinder hervor, darunter:
- Margarethe (* 14. Januar 1857)
- Elisabeth (* 27. April 1859; † 6. Februar 1942) ⚭ 1881 Peter August Beyerhaus (* 1853),[1] Pastor
- Leopold (* 28. September 1861; † 30. Dezember 1899), Oberstleutnant a. D.
- Renate (* 27. September 1864; † 13. August 1879)